# Толстухин, Николай Иванович
Николай Иванович Толстухин (1915—1987) — полковник Советской Армии, участник Великой Отечественной войны, Герой Советского Союза (1945).

## Биография
Николай Толстухин родился 24 апреля 1915 года в Туле. После окончания семи классов школы работал токарем на Тульском оружейном заводе. В октябре 1936 года Толстухин был призван на службу в Рабоче-крестьянскую Красную Армию. В 1939 году он окончил Киевское пехотное училище. Участвовал в польском походе и советско-финской войне.
С начала Великой Отечественной войны — на её фронтах. В боях три раза был ранен.
К январю 1945 года гвардии подполковник Николай Толстухин командовал 85-м гвардейским стрелковым полком 32-й гвардейской стрелковой дивизии 2-й гвардейской армии 3-го Белорусского фронта. Отличился во время боёв в Восточной Пруссии. 21 января — 17 апреля 1945 года полк Толстухина с боями прошёл около 100 километров, освободил несколько десятков населённых пунктов, принял самое активное участие в разгроме немецких группировок войск к юго-западу от Кёнигсберга и на Земландском полуострове, уничтожив более 1500 солдат и офицеров противника.
Указом Президиума Верховного Совета СССР от 29 июня 1945 года за «умелое руководство полком, мужество и героизм, проявленные в боях в Восточной Пруссии», гвардии подполковник Николай Толстухин был удостоен высокого звания Героя Советского Союза с вручением ордена Ленина и медали «Золотая Звезда» за номером 8794.

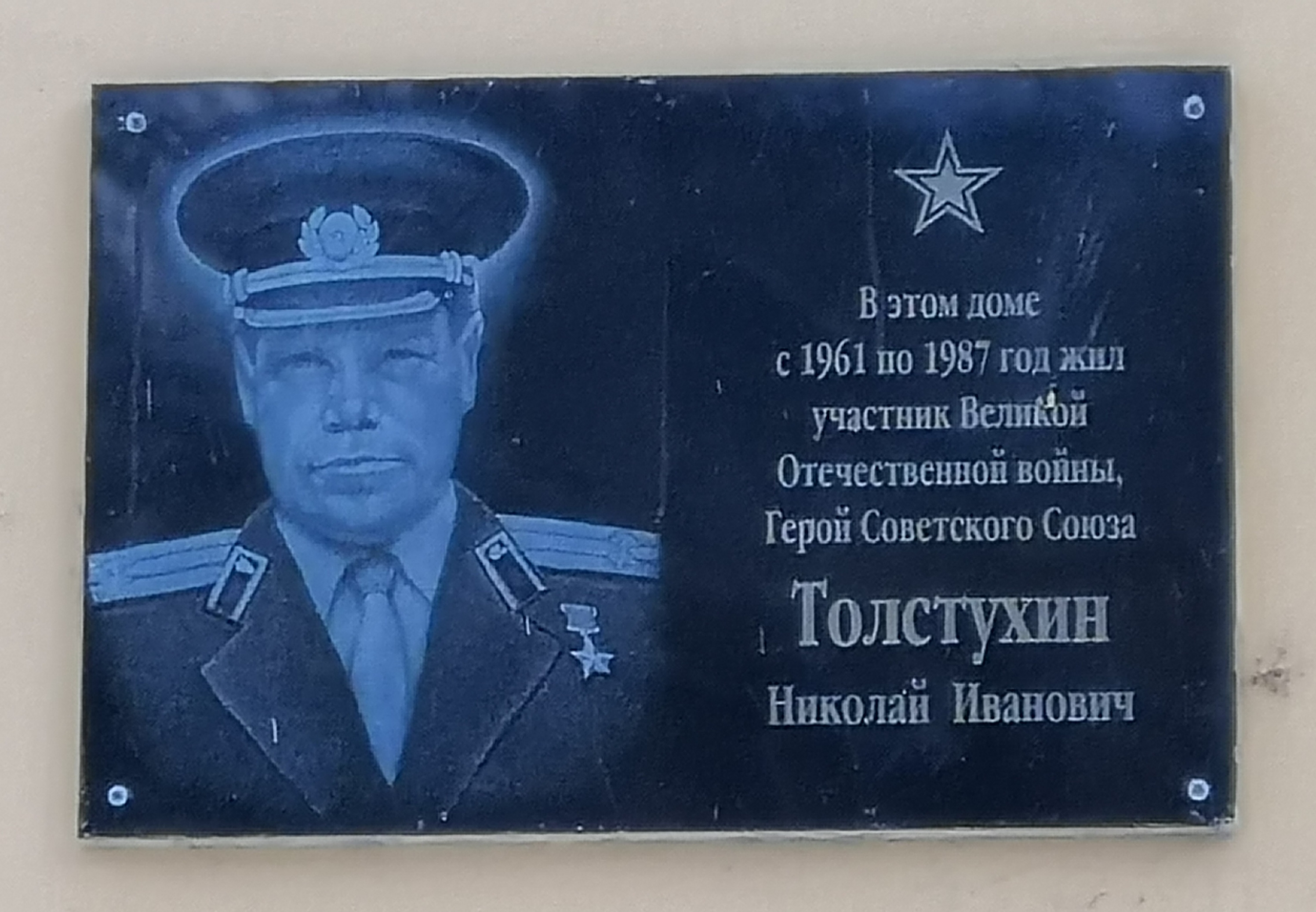

Участвовал в Параде Победы. После окончания войны продолжил службу в Советской Армии. В 1949 году Толстухин окончил курсы «Выстрел». В 1959 году в звании полковника он был уволен в запас. Проживал и работал в Горьком (мемориальная доска на Мурашкинской улице, д. 16).
Умер 9 февраля 1987 года, похоронен на Красном кладбище Нижнего Новгорода (13 уч.).
Был также награждён четырьмя орденами Красного Знамени, двумя орденами Отечественной войны 1-й степени, двумя орденами Красной Звезды, рядом медалей.